# NGC 5928
NGC 5928 في الفهرس العام الجديد، هي مجرة، تقع في كوكبة الحية. اكتشفت في 24 مايو 1791 بواسطة ويليام هيرشل.

## روابط خارجية
- NGC 5928 على موقع ويكي سكاي: DSS2, SDSS, GALEX, IRAS, Hydrogen α, X-Ray, Astrophoto, Sky Map, Articles and images